# Río Pisueña
Río Pisueña är ett vattendrag i Spanien.   Det ligger i provinsen Provincia de Cantabria och regionen Kantabrien, i den norra delen av landet, 300 km norr om huvudstaden Madrid.